# Perrona jessica
Perrona jessica é uma espécie de gastrópode do gênero Perrona, pertencente a família Clavatulidae.